# Limelight Networks
 (août 2020).
Si vous disposez d'ouvrages ou d'articles de référence ou si vous connaissez des sites web de qualité traitant du thème abordé ici, merci de compléter l'article en donnant les références utiles à sa vérifiabilité et en les liant à la section « Notes et références ».
Limelight Networks est une société spécialisée dans l'hébergement Internet de contenus et leur optimisation. Elle est basée à Tempe en Arizona (États-Unis) et possède des bureaux à San Francisco, Seattle, New York, Paris, Washington DC, Munich, Mumbai, Delhi, Londres, Séoul, Singapour, Lviv, Francfort et Tokyo.
Limelight Networks exploite un réseau mondial en fibre optique qui permet aux éditeurs de contenus d’éviter d’envoyer des fichiers multimédias via le réseau Internet public régulièrement encombré tout en leur garantissant une excellente réception auprès des utilisateurs finaux. En décembre 2008, le réseau Limelight était directement connecté à plus de 900 opérateurs du dernier kilomètre et sa bande passante dépassait 5 térabits par seconde.

## Historique de la société
Limelight Networks a été fondée en 2001 à Tempe en Arizona en tant que fournisseur de services CDN (content delivery network) haute performance afin d’aider les entreprises à offrir à leurs clients des expériences multimédias en ligne de grande qualité. Depuis, elle a évolué la plate-forme de présence digitale Orchestrate (http://limelight.com/orchestrate) pour aider ses clients à créer des relations suivies avec les utilisateurs finaux via des vidéos et des contenus multimédias qui les engagent via n’importe quel terminal connecté partout dans le monde.
En juillet 2006, la société a mené à bien un tour de table d’investisseurs privés de 130 millions de $ mené par Goldman Sachs Capital Partners. Par la suite, Limelight Networks a levé 240 millions de $ via une introduction en bourse en juin 2007, en plaçant 16 millions d’actions à 15 $. En avril 2008, le fondateur de la société Michael Gordon a été reconnu comme un Streaming Media All-Star par le StreamingMedia Magazine, en récompense de ses contributions à l’industrie.

### Acquisitions
- En mai 2009, la société a acquis Kiptronic inc., un fournisseur non coté en bourse de solutions de diffusion de contenus et d’insertion dynamique de messages publicitaires. Cette technologie est intégrée aujourd’hui dans l’offre Orchestrate Video.
- En avril 2010, la société a acquis EyeWonder inc., un fournisseur non coté en bourse de publicité digitale interactive (publicité rich media) fondé en 1999 pour 110 millions de $. Dans le cadre de l’acquisition d’EyeWonder, Limelight Networks a également acquis chors GmbH. Ces deux sociétés, rassemblées dans la division EyeWonder, ont ensuite été revendues à DG.
- En août 2011, la société a acquis Delve Networks inc., un fournisseur non coté en bourse de services de publication vidéo et d’analytics basés sur le cloud. Cette technologie est intégrée aujourd’hui dans l’offre Orchestrate Video.
- En mai 2011, la société a acquis AcceloWeb pour 20 millions de $. Cette technologie est intégrée aujourd’hui dans l’offre Orchestrate Performance.
- En mai 2011, la société a acquis Clickability pour 10 millions de $. Cette technologie est intégrée aujourd’hui dans l’offre Orchestrate Content Management.

## Clients importants
En avril 2002, Limelight Networks a annoncé un partenariat étendu avec Musicmatch, aux termes duquel Limelight Networks devenait le réseau de diffusion exclusif pour tous les contenus de Musicmatch, ainsi que pour l’application Jukebox de Musicmatch.
En août 2007, la société a annoncé un accord de technologie et de services avec Microsoft aux termes duquel Limelight s’emploierait à améliorer la performance, la capacité d’extension et la fiabilité de la diffusion via Internet sur des contenus multimédias et des services en ligne, dont la vidéo, la musique, les jeux, les logiciels, les réseaux sociaux, à partir de tous les sites en ligne de Microsoft dans le monde. En mars 2008, la société a été le fournisseur d’infrastructures pour le webcast du programme éducatif A New Earth d’Oprah, avec la participation de l’auteur Eckhart Tolle. L’événement en ligne a attiré plus de 800 000 utilisateurs. Le serveur est tombé en panne durant l’événement en raison d’une erreur de programmation. La panne a été largement imputée – par erreur – à une panne de l’infrastructure réseau.
En mai 2008, NBC a annoncé que la société serait le réseau de diffusion de contenus pour le webcast des Jeux olympiques d'été de 2008 sur NCOlympics.com. À l’issue des Jeux, la société a servi « plus de 50 millions de visiteurs uniques, correspondant à 1,3 milliard de pages vues, 70 millions de vidéos en streaming, et 600 millions de minutes de vidéo vues » pour NBCOlympics.com, utilisant la technologie Microsoft Silverlight.
En juin 2008, la société a été la principale source de services de diffusion de contenus pour le lancement en ligne de Camp Rock de Disney Channel. L’événement en ligne d’une durée de 24 heures a enregistré plus de 863 000 diffusions totales du film. En janvier 2009, la société a assuré la diffusion de l’inauguration du président Barack Obama à 2,5 millions d’internautes à travers le monde, ce qui a représenté plus de 9 millions de streams multimédias simultanés via le réseau de Limelight. Plus tard cette année-là, en mars, la société a été le diffuseur exclusif de contenus mobiles pour la couverture par CBS du Championnat NCAA de basket-ball 2009. La technologie de Limelight Networks a été utilisée pour diffuser les matches de basketball universitaire sur l’iPhone.
En 2012, le réseau Limelight a participé à la diffusion d’événements sportifs tels que le tournoi de Wimbledon, l’Indian Cricket League, le Championnat Européen et la Tournoi des Six Nations de rugby et a aidé plusieurs chaînes de télévision à diffuser les Jeux olympiques d'été de 2012.
Infrastructure
L'infrastructure de Limelight s'appuie de longue date sur le système d'exploitation FreeBSD.

## Contentieux sur lesbrevets
En juin 2006, Limelight a été assignée par Akamai Technologies et le Massachusetts Institute of Technology pour violation présumée de brevets. En avril 2009, le District Court pour le District of Massachusetts a statué que Limelight n’avait commis aucune violation, renversant la décision d’un jury de Boston en février 2008.
De même, en décembre 2007, Limelight Networks a été assignée par Level 3 Communications pour violation présumée de propriété intellectuelle et de brevet. En janvier 2009, un jury a statué que Limelight Networks n’avait commis aucune violation. Akamai Technologies a fait appel d’une partie de la décision. Le 20 avril 2011, la Cour d'appel des États-Unis pour le circuit fédéral a accédé à la requête d’Akamai Technologies de réexaminer en banc son appel dans Akamai Technologies inc. contre Limelight Networks inc. La décision annulait le jugement antérieur du 20 décembre 2010. Elle incluait une requête pour déposer de nouveaux mémoires répondant à cette question : Si des entités séparées effectuent chacune des étapes différentes d’une même revendication de méthode, en quelles circonstances cette revendication pourrait être directement violée et dans quelle mesure chacune des parties pourrait-elle en être responsable. Le 31 août 2012 la Cour d’appel du Federal Circuit a délivré son opinion sur ce cas. La Cour d’appel a statué qu’en la circonstance Limelight Networks n‘avait pas directement violé les brevets d’Akamai. Une faible majorité dans cette opinion divisée en trois camps a également annoncé une révision de la théorie légale de la violation induite, donnant à Akamai l’opportunité d’un nouveau procès pour tenter de prouver la violation induite. Le 28 décembre 2012, Limelight a déposé une requête demandant à la Cour Suprême d’examiner la décision du Federal Circuit concernant le standard en matière de violation induite dans les cas où de multiples parties effectuent diverses étapes d’une revendication de brevet. Akamai a déposé une requête complémentaire demandant à la Cour d’examiner également le standard pour la violation directe dans ces cas. Le 24 juin 2013, la Cour Suprême a demandé à l’Avocat général d’évaluer la requête de certiorari.

## Principaux clients
- Activision
- Amazon Unbox
- BBC
- BuyMusic
- Capcom
- Dailythanthi
- DirecTV
- The Walt Disney Company
- DreamWorks
- EA Sports
- Facebook
- Foxnews.com
- Harpo Productions
- IFilm
- ITV Play
- Microsoft
- MSNBC
- MySpace
- Netflix
- Nissan
- PlayStation Network
- RackSpace
- Smart.fm
- Steam
- Toyota
- Valve Corporation
- Xbox
- Xo Communications
- Windows Update